# Georg Cuny
Georg Hermann Johannes Cuny (* 2. Dezember 1857 in Borgfeld bei Danzig; † wahrscheinlich 1942 in Berlin) war ein deutscher Architekt, preußischer Baubeamter und Kunsthistoriker. 

## Leben
Der Vater Theodor Cuny war Landlehrer und wahrscheinlich hugenottischer Herkunft, die Mutter war Pauline Cuny geb. Bülow. Georg Cuny besuchte das Realgymnasium in Danzig und studierte anschließend Architektur an der Technischen Hochschule (Berlin-)Charlottenburg sowie Kunstgeschichte an der Friedrich-Wilhelms-Universität Berlin.
Seit 1882 war er als Baubeamter in verschiedenen Gegenden Preußens tätig. 1890 wurde Cuny zum Regierungsbaurat ernannt, 1902 zum Kreisbauinspektor, 1909 zum (königlichen) Baurat, 1914 zum Regierungs- und Baurat und 1925 zum Oberregierungs- und Baurat. In diesem Jahr wurde Georg Cuny in den Ruhestand versetzt und lebte danach in Berlin. 1933 wurde ihm die Ehrendoktorwürde als Dr.-Ing. E. h. verliehen. Sein Aufenthalt von 1933 bis 1937 ist unbekannt. 1942 wurde Cuny letztmals mit Wohnsitz im Haus Martin-Luther-Straße 78/79 in Berlin-Schöneberg im Berliner Adressbuch aufgeführt.
Georg Cuny war seit 1891 mit Wilhelmine geb. Fietkau verheiratet. Kinder sind nicht bekannt.

## Bauten
Georg Cuny entwarf und baute Gebäude in verschiedenen Gegenden Preußens. Als bedeutendste gelten die Empfangsgebäude des Bahnhofs Danzig und des Bahnhofs Eisenach.
| Jahr         | Ort                                   | Gebäude                                                            | Bild | Bemerkungen |
| ------------ | ------------------------------------- | ------------------------------------------------------------------ | ---- | --- |
| 1882–1884    | Schönberg bei Danzig (jetzt Szymbark) | evangelische Kirche (jetzt Kościół św. Teresy od Dzieciątka Jezus) |      | Neubau, neugotisch                                                                                              |
| 1884–1885    | Hornhausen bei Magdeburg              | evangelische Kirche St. Stephani                                   |      | neugotischer Neubau unter Einbeziehung des alten Kirchturms                                                     |
| 1890         | Karthaus bei Danzig (jetzt Kartuzy)   | Postamt, jetzt ul. Parkowej 1                                      |      | Neubau |
| 1892–1893    | Berlin                                |                                                                    |      | |
| 1894–1897    | Thorn, jetzt Toruń                    | evangelische Garnisonkirche, jetzt kościół św, Katarzyny           |      | Bauausführung nach Plänen von Ferdinand Schönhals                                                               |
| um 1894/1897 | Thorn                                 | Franziskanerkirche St. Marien                                      |      | Umbauten im Presbyterium (Chor)                                                                                 |
| 1897–1900    | Danzig                                | Hauptbahnhof Danzig                                                |      | Bauausführung des Empfangsgebäudes nach Plänen von Alexander Rüdell und Paul Thoemer, mit eigenen Veränderungen |
| um 1899/1900 | Danzig                                | Verwaltungsgebäude der Königlichen Eisenbahndirektion Danzig       |      | Neubau, später Hotel Central, jetzt Wały Grodzkie                                                               |
| 1898         | Danzig                                | St.-Elisabeth-Kirche                                               |      | Ausbesserungsarbeiten an der Westfassade und dem Turm                                                           |
| 1902–1903    | Eisenach                              | Empfangsgebäude für den Bahnhof Eisenach                           |      | Neubau im eklektizistischen Stil, galt als moderner zweckmäßiger Bau                                            |
| 1902/1903    | Eisenach                              | „Fürstenbahnhof“ für den Bahnhof Eisenach                          |      | Neubau, Darstellung von Georg Cuny an einer Außenwand                                                           |
| 1902/03      | Eisenach                              | Bahnpostamt beim Bahnhof Eisenach                                  |      | Neubau |
| um 1903      | Saalfeld                              | Eisenbahngebäude                                                   |      | Neubau |
| 1905–1906    | Erfurt                                | Hauptbahnhof                                                       |      | Neubauten (?)                                                                                                   |
| 1907         | Elberfeld                             | Königliche Eisenbahndirektion Elberfeld                            |      | Neubauten |
| 1908–1910    | Hagen                                 | Empfangsgebäude für den Hagener Hauptbahnhof                       |      | Neubau, nach Plänen von Walter Morin                                                                            |

## Schriften (Auswahl)
Georg Cuny veröffentlichte zahlreiche Schriften zur Kunstgeschichte Danzigs, vor allem in der Zeitschrift des Westpreußischen Geschichtsvereins, den Mitteilungen des Westpreußischen Geschichtsvereins und den Mitteilungen des Coppernicus-Vereins für Wissenschaft und Kunst zu Thorn.
Monografien
- Beiträge zur Kunde von Baudenkmälern in Danzig (= Mitteilungen des Coppernicus-Vereins für Wissenschaft und Kunst zu Thorn, Heft 12). Dombrowski, Thorn 1898 (Digitalisat).
- Danzigs Kunst und Kultur im 16. und 17. Jahrhundert. Frankfurt am Main 1900 (Digitalisat).
- Danziger Barock. Aufnahme von Werken der Bildnerei und des Kunstgewerbes aus öffentlichem und privatem Besitz in Danzig. Frankfurt am Main 1922 (Digitalisat).

## Weitere Personen
Zu seiner Zeit gab es zwei weitere Personen mit diesem Namen:
- Dr. Georg Cuny (* 1859 in Breslau), wurde 1886 mit einer Dissertation zu einem chemischen Thema promoviert[2]
- Dr. jur. Georg Cuny (* 1860 in Mühlingen, Anhalt; † 1935 in Berlin), studierte 1880 in Heidelberg, heiratete 1891 Adolphine von Tettau, lebte 1893 in Krefeld, wo die Tochter Gertrud geboren wurde, 1917 als Oberregierungsrat in Berlin, erhielt den Hessischen Verdienstorden Philipps des Großmütigen, lebte 1932 als Ministerialrat a. D. in Berlin-Südend, Denkstraße 8 I[3]; 1942 lebte dort nur noch die Witwe; die Tochter Gertrud Krukenberg (* 1893) wurde Ärztin.